# Superliga de Grecia 2016-17
La Superliga de Grecia 2016-17 fue la edición número 81 de la Superliga de Grecia. La temporada comenzó el 10 de septiembre de 2016 y terminó el 31 de mayo de 2017. Olympiacos se proclamó campeón.
Los 16 equipos participantes jugaron entre sí todos contra todos dos veces totalizando 30 partidos cada uno partidos cada uno, al término de la fecha 30 el primer clasificado obtuvo un cupo para la tercera ronda de la Liga de Campeones 2017-18 en la ruta de los campeones, mientras que del segundo al quinto clasificado obtuvieron un cupo para los Play-offs; por otro lado los dos últimos clasificado descendieron a la Football League 2017-18.
En los Play-offs los cuatro equipos, jugaron entre sí todos contra todos dos veces totalizando seis partidos cada uno al término de los seis partidos el primer clasificado obtuvo un cupo para la tercera ronda de la Liga de Campeones 2017-18 en la ruta liga, el segundo clasificado obtuvo un cupo para la tercera ronda de la Liga Europea 2017-18 y el tercer clasificado obtuvo un cupo para la segunda ronda de la Liga Europea 2017-18. Los clubes arrancaron los Play-offs con cierta cantidad de puntos bonus basándose en su participación en la Fase regular: el quinto de la fase regular arrancó los Play-offs con cero puntos, mientras del segundo al cuarto clasificado arrancaron con la diferencia entre sus puntajes y el puntaje del quinto equipo todo dividido entre cinco y redondeado al entero más próximo.
Un tercer cupo para la tercera ronda de la Liga Europea 2017-18 fue asignado al campeón de la Copa de Grecia.

## Equipos participantes
| Pos.   | Equipo           | Ciudad     | Estadio                     | Capacidad |
| ------ | ---------------- | ---------- | --------------------------- | --------- |
| 1      | Olympiacos       | Pireo      | Georgios Karaiskakis        | 32115     |
| 2      | PAOK Salónica    | Salónica   | Estadio La Tumba            | 28703     |
| 3      | Panathinaikos    | Atenas     | Apostolos Nikolaidis        | 16118     |
| 4      | AEK Atenas       | Atenas     | Estadio Olímpico            | 69638     |
| 5      | Panionios Atenas | Atenas     | Estadio Nea Smyrni          | 11700     |
| 6      | PAS Giannina     | Ioannina   | Estadio Zosimades           | 7652      |
| 7      | Asteras Tripolis | Trípoli    | Asteras Tripolis Stadium    | 7616      |
| 8      | Atromitos        | Atenas     | Peristeri Stadium           | 10200     |
| 9      | Platanias        | Platanias  | Estadio Municipal Perivolia | 3800      |
| 10     | Levadiakos       | Lebadea    | Levadia Municipal Stadium   | 6500      |
| 11     | Panetolikos      | Agrinio    | Panetolikos Stadium         | 6500      |
| 12     | Iraklis          | Tesalónica | Estadio Kaftanzoglio        | 27770     |
| 13     | Skoda Xanthi     | Xanthi     | Skoda Xanthi Arena          | 7361      |
| 14     | Veria            | Veria      | Veria Stadium               | 7000      |
| 1 (SD) | Larisa           | Larisa     | AEL FC Arena                | 16118     |
| 2 (SD) | Kerkyra          | Corfú      | Estadio Kerkyra             | 2776      |

### Ascensos y descensos
| Pos. | Ascendidos de Beta Ethniki 2015-16 |
| ---- | ---------------------------------- |
| 1    | AE Larisa                          |
| 2    | Kerkyra FC                         |

| Pos. | Descendidos de Superliga 2015-16 |
| ---- | -------------------------------- |
| 15   | Panthrakikos                     |
| 16   | Kalloni                          |

### Datos de los clubes
| Equipo           | Entrenador           | Capitán               | Proveedor | Auspiciador  |
| ---------------- | -------------------- | --------------------- | --------- | ------------ |
| AEK Atenas       | Temur Ketsbaia       | Petros Mantalos       | Nike      | OPAP         |
| Asteras Tripolis | Makis Chavos         | Dimitris Kourbelis    | Nike      | Stoiximan.GR |
| Atromitos        | Traianos Dellas      | Eduardo Brito         | Nike      | OPAP         |
| Iraklis          | Nikos Papadopoulos   | Nikos Pourtoulidis    | Givova    | OPAP         |
| Kerkyra          | Michalis Grigoriou   | Anastasios Venetis    | Macron    | OPAP         |
| Larisa           | Angelos Anastasiadis | Pol Hurtado           | Legea     | OPAP         |
| Levadiakos       | Ratko Dostanić       | Thanasis Moulopoulos  | Legea     | Vanmax S.A.  |
| Olympiacos       | Víctor Sánchez       | Giannis Maniatis      | Adidas    | Stoiximan.GR |
| Panathinaikos    | Andrea Stramaccioni  | Zeca                  | Puma      | Pame Stihima |
| Panetolikos      | Ioannis Matzourakis  | Georgios Kousas       | Legea     | Pame Stihima |
| Panionios        | Marinos Ouzounidis   | Panagiotis Korbos     | Luanvi    | Lotto        |
| PAOK Salónica    | Vladimir Ivić        | Stefanos Athanasiadis | Macron    | Sportingbet  |
| PAS Giannina     | Ioannis Petrakis     | Alexios Michail       | Nike      | OPAP         |
| Platanias        | Georgios Paraschos   | Dimitris Alkis        | Macron    | Stoiximan.GR |
| Skoda Xanthi     | Răzvan Lucescu       | Konstantinos Fliskas  | Joma      | OPAP         |
| Veria            | Alekos Vosniadis     | Alexandros Vergonis   | Givova    | Stoiximan.GR |

## Fase regular

### Clasificación
| Pos. | Equipo           | PJ | PG | PE | PP | GF | GC | DG  | Pts. | Clasificado a                                 |
| ---- | ---------------- | -- | -- | -- | -- | -- | -- | --- | ---- | --------------------------------------------- |
| 1    | Olympiacos       | 30 | 21 | 4  | 5  | 57 | 16 | +41 | 67   | Tercera ronda de la Liga de Campeones 2017-18 |
| 2    | PAOK Salónica    | 30 | 20 | 4  | 6  | 52 | 19 | +33 | 61   | Play-offs                                     |
| 3    | Panathinaikos    | 30 | 16 | 9  | 5  | 45 | 19 | +26 | 57   | Play-offs                                     |
| 4    | AEK Atenas       | 30 | 14 | 11 | 5  | 54 | 23 | +31 | 53   | Play-offs                                     |
| 5    | Panionios        | 30 | 15 | 7  | 8  | 35 | 23 | +12 | 52   | Play-offs                                     |
| 6    | Skoda Xanthi     | 30 | 13 | 9  | 8  | 34 | 25 | +9  | 48   |                                               |
| 7    | Platanias        | 30 | 11 | 9  | 10 | 34 | 38 | -4  | 42   |                                               |
| 8    | Atromitos        | 30 | 11 | 6  | 13 | 29 | 38 | -9  | 39   |                                               |
| 9    | PAS Giannina     | 30 | 8  | 12 | 10 | 30 | 37 | -7  | 36   |                                               |
| 10   | Kerkyra          | 30 | 8  | 8  | 14 | 22 | 43 | −21 | 32   |                                               |
| 11   | Panetolikos      | 30 | 8  | 7  | 15 | 29 | 40 | −11 | 31   |                                               |
| 12   | Iraklis          | 30 | 6  | 11 | 13 | 28 | 39 | −11 | 29   |                                               |
| 13   | Asteras Tripolis | 30 | 6  | 10 | 14 | 34 | 49 | −15 | 28   |                                               |
| 14   | Larisa           | 30 | 6  | 10 | 14 | 23 | 42 | −19 | 28   |                                               |
| 15   | Levadiakos       | 30 | 6  | 8  | 16 | 27 | 49 | −22 | 26   | Football League 2017-18                       |
| 16   | Veria            | 30 | 5  | 7  | 18 | 23 | 56 | −33 | 22   | Football League 2017-18                       |

### Evolución de las clasificaciones
| Jornada          | 1  | 2  | 3  | 4  | 5  | 6  | 7  | 8  | 9  | 10 | 11 | 12 | 13 | 14 | 15 | 16 | 17 | 18 | 19 | 20 | 21 | 22 | 23 | 24 | 25 | 26 | 27 | 28 | 29 | 30 |
| Equipo           |    |    |    |    |    |    |    |    |    |    |    |    |    |    |    |    |    |    |    |    |    |    |    |    |    |    |    |    |    |    |
| ---------------- | -- | -- | -- | -- | -- | -- | -- | -- | -- | -- | -- | -- | -- | -- | -- | -- | -- | -- | -- | -- | -- | -- | -- | -- | -- | -- | -- | -- | -- | -- |
| Olympiacos       | 1  | 1  | 4  | 2  | 1  | 1  | 1  | 1  | 1  | 1  | 1  | 1  | 1  | 1  | 1  | 1  | 1  | 1  | 1  | 1  | 1  | 1  | 1  | 1  | 1  | 1  | 1  | 1  | 1  | 1  |
| PAOK Salónica    | 9  | 6  | 6  | 7  | 5  | 7  | 4  | 6  | 9  | 11 | 9  | 8  | 6  | 8  | 9  | 6  | 5  | 3  | 3  | 3  | 3  | 3  | 3  | 3  | 3  | 3  | 2  | 2  | 2  | 2  |
| Panathinaikos    | 3  | 2  | 1  | 1  | 2  | 2  | 2  | 2  | 3  | 2  | 2  | 3  | 3  | 4  | 4  | 3  | 4  | 5  | 5  | 4  | 4  | 4  | 4  | 4  | 4  | 4  | 3  | 4  | 3  | 3  |
| AEK Atenas       | 2  | 3  | 2  | 5  | 3  | 3  | 5  | 5  | 4  | 5  | 3  | 5  | 5  | 6  | 5  | 7  | 6  | 6  | 6  | 6  | 5  | 5  | 6  | 5  | 5  | 5  | 5  | 5  | 4  | 4  |
| Panionios        | 4  | 4  | 5  | 3  | 4  | 5  | 6  | 4  | 5  | 7  | 5  | 4  | 4  | 2  | 2  | 4  | 2  | 2  | 2  | 2  | 2  | 2  | 2  | 2  | 2  | 2  | 4  | 3  | 5  | 5  |
| Skoda Xanthi     | 11 | 14 | 15 | 15 | 11 | 8  | 8  | 9  | 7  | 6  | 4  | 2  | 2  | 3  | 3  | 2  | 3  | 4  | 4  | 5  | 6  | 6  | 5  | 6  | 7  | 6  | 6  | 6  | 6  | 6  |
| Platanias        | 6  | 5  | 3  | 4  | 7  | 10 | 9  | 10 | 13 | 12 | 13 | 10 | 9  | 9  | 7  | 8  | 8  | 8  | 7  | 7  | 7  | 7  | 7  | 7  | 6  | 7  | 7  | 7  | 7  | 7  |
| Atromitos        | 15 | 16 | 13 | 12 | 9  | 6  | 7  | 8  | 6  | 4  | 7  | 7  | 8  | 7  | 8  | 9  | 9  | 9  | 9  | 9  | 9  | 8  | 8  | 8  | 8  | 9  | 9  | 8  | 8  | 8  |
| PAS Giannina     | 5  | 8  | 9  | 6  | 8  | 4  | 3  | 3  | 2  | 3  | 6  | 6  | 7  | 5  | 6  | 5  | 7  | 7  | 8  | 8  | 8  | 9  | 9  | 9  | 9  | 8  | 8  | 9  | 9  | 9  |
| Kerkyra          | 13 | 9  | 11 | 13 | 15 | 12 | 13 | 11 | 11 | 10 | 11 | 11 | 11 | 12 | 12 | 12 | 12 | 12 | 12 | 11 | 11 | 11 | 11 | 10 | 10 | 10 | 10 | 11 | 10 | 10 |
| Panetolikos      | 10 | 7  | 7  | 9  | 6  | 9  | 10 | 7  | 10 | 9  | 8  | 9  | 10 | 10 | 11 | 11 | 11 | 11 | 10 | 10 | 10 | 10 | 10 | 11 | 11 | 11 | 11 | 10 | 11 | 11 |
| Iraklis          | 8  | 10 | 14 | 14 | 16 | 16 | 16 | 16 | 16 | 16 | 16 | 16 | 16 | 16 | 16 | 16 | 16 | 15 | 15 | 15 | 15 | 15 | 15 | 15 | 15 | 15 | 15 | 13 | 12 | 12 |
| Asteras Tripolis | 14 | 13 | 16 | 16 | 14 | 15 | 14 | 13 | 12 | 13 | 12 | 13 | 13 | 11 | 10 | 10 | 10 | 10 | 11 | 12 | 12 | 12 | 13 | 12 | 13 | 13 | 12 | 12 | 14 | 13 |
| Larisa           | 7  | 11 | 8  | 8  | 10 | 13 | 11 | 14 | 14 | 14 | 14 | 14 | 12 | 13 | 13 | 13 | 13 | 13 | 13 | 13 | 13 | 13 | 12 | 13 | 12 | 12 | 13 | 14 | 13 | 14 |
| Levadiakos       | 16 | 12 | 10 | 10 | 12 | 11 | 12 | 12 | 8  | 8  | 10 | 12 | 14 | 14 | 14 | 15 | 15 | 14 | 14 | 14 | 14 | 14 | 14 | 14 | 14 | 14 | 14 | 15 | 15 | 15 |
| Veria            | 12 | 15 | 12 | 11 | 13 | 14 | 15 | 15 | 15 | 15 | 15 | 15 | 15 | 15 | 15 | 14 | 14 | 16 | 16 | 16 | 16 | 16 | 16 | 16 | 16 | 16 | 16 | 16 | 16 | 16 |

## Resultados
|                  | AEK | AST | ATR | IRA | KER | LAR | LEV | OLY | PAT | PNT | PNI | PAO | PAS | PLA | VER | XAN |
| ---------------- | --- | --- | --- | --- | --- | --- | --- | --- | --- | --- | --- | --- | --- | --- | --- | --- |
| AEK Atenas       |     | 2–0 | 2–2 | 0–0 | 5–0 | 3–0 | 4–0 | 1–0 | 2-3 | 0–0 | 0–0 | 3-0 | 1–1 | 3–0 | 6–0 | 4–1 |
| Asteras Tripolis | 3–2 |     | 0–1 | 2–2 | 1–2 | 1–1 | 1–0 | 0–0 | 0–5 | 4–1 | 1–1 | 1–2 | 1–1 | 2–0 | 0–0 | 0–0 |
| Atromitos        | 0–1 | 1–0 |     | 1–0 | 1–4 | 0–0 | 2–0 | 0–1 | 0–1 | 0–2 | 1–2 | 0–2 | 1–1 | 4–1 | 1–0 | 2–1 |
| Iraklis          | 2–2 | 1–1 | 1–2 |     | 0–0 | 1–1 | 1–0 | 1–2 | 1–1 | 2–1 | 1–2 | 1–1 | 2–1 | 1–1 | 1–1 | 0–1 |
| Kerkyra          | 1–1 | 2–0 | 1–1 | 0–3 |     | 2–0 | 1–0 | 0–2 | 1–1 | 0–0 | 1–0 | 0–5 | 0–1 | 0–1 | 2–0 | 1–0 |
| Larisa           | 1–2 | 1–4 | 1–2 | 2–2 | 1–1 |     | 2–1 | 1–0 | 0–0 | 1–0 | 2–0 | 0–2 | 1–1 | 0–0 | 2–1 | 1–0 |
| Levadiakos       | 0–2 | 1–1 | 1–1 | 3–0 | 2–1 | 1–1 |     | 1–1 | 0–3 | 2–1 | 1–4 | 0–1 | 2–1 | 1–2 | 3–1 | 1–1 |
| Olympiacos       | 3-0 | 2-1 | 2-0 | 3-0 | 0–0 | 2-0 | 4-0 |     | 3-0 | 3-1 | 0–1 | 2–1 | 5-0 | 2–1 | 6–1 | 2-0 |
| Panathinaikos    | 0-0 | 3–1 | 1–0 | 2–0 | 1–0 | 2–0 | 0–0 | 1-0 |     | 4–0 | 1–0 | 1–0 | 4–0 | 2–1 | 5–0 | 1–2 |
| Panetolikos      | 3–2 | 1–1 | 2–0 | 2–0 | 4–0 | 2–1 | 2–0 | 0–2 | 0–0 |     | 0–2 | 0–1 | 1–2 | 1–2 | 1–0 | 2–3 |
| Panionios        | 1–1 | 3–0 | 2–1 | 1–0 | 1–0 | 1–0 | 1–3 | 0–2 | 1–1 | 2–0 |     | 1–0 | 1–1 | 1–1 | 1–2 | 2–0 |
| PAOK Salónica    | 1-0 | 3–2 | 3–4 | 1–0 | 5–1 | 2–0 | 3–0 | 2-0 | 3–0 | 2–1 | 1–0 |     | 0–1 | 3–0 | 4–0 | 0–0 |
| PAS Giannina     | 1–1 | 1–2 | 3–0 | 1–2 | 1–0 | 4–0 | 0–0 | 0–2 | 1–1 | 0–0 | 1–0 | 0–1 |     | 0–0 | 2–0 | 1–1 |
| Platanias        | 0–2 | 3–0 | 3–0 | 1–0 | 2–1 | 3–2 | 3–2 | 2–2 | 1–0 | 0–0 | 1–1 | 1–3 | 3–3 |     | 1–0 | 0–1 |
| Veria            | 0–2 | 4–3 | 0–1 | 0–2 | 4–0 | 1–1 | 2–0 | 1–2 | 1–1 | 1–1 | 0–1 | 0–0 | 3–0 | 0–0 |     | 0–4 |
| Skoda Xanthi     | 0–0 | 3–1 | 0–0 | 3–1 | 0–0 | 1–0 | 2–2 | 0–2 | 1–0 | 3–0 | 0–2 | 0–0 | 2–0 | 1–0 | 3–0 |     |

## Play-offs
Actualizado al 31 de mayo de 2017
| Pos. | Equipo        | PJ | PG | PE | PP | GF | GC | DG | Pts. | Clasificado a                                 |
| ---- | ------------- | -- | -- | -- | -- | -- | -- | -- | ---- | --------------------------------------------- |
| 1    | AEK Atenas    | 6  | 4  | 0  | 2  | 5  | 3  | +2 | 12   | Tercera ronda de la Liga de Campeones 2017-18 |
| 2    | PAOK Salónica | 6  | 3  | 0  | 3  | 7  | 5  | +2 | 11   | Tercera ronda de la Liga Europea 2017-18      |
| 3    | Panathinaikos | 6  | 3  | 1  | 2  | 6  | 7  | -1 | 7    | Segunda ronda de la Liga Europea 2017-18      |
| 4    | Panionios     | 6  | 1  | 1  | 4  | 3  | 6  | -3 | 4    |                                               |

-PAOK: +2 puntos (Reglamento de competición)
-Panathinaikos: +1 puntos (Reglamento de competición)

### Evolución de las clasificaciones
| Jornada       | 1 | 2 | 3 | 4 | 5 | 6 |
| Equipo        |   |   |   |   |   |   |
| ------------- | - | - | - | - | - | - |
| AEK Atenas    | 1 | 3 | 2 | 2 | 2 | 1 |
| PAOK Salónica | 4 | 1 | 1 | 1 | 1 | 2 |
| Panathinaikos | 2 | 4 | 4 | 3 | 3 | 3 |
| Panionios     | 3 | 2 | 3 | 4 | 4 | 4 |

## Resultados
|               | AEK | PAT | PNI | PAO |
| ------------- | --- | --- | --- | --- |
| AEK Atenas    |     | 1–0 | 0–1 | 1–0 |
| Panathinaikos | 1–0 |     | 1–0 | 0–3 |
| Panionios     | 1–2 | 1–1 |     | 0–1 |
| PAOK Salónica | 0–1 | 2–3 | 1–0 |     |

## Goleadores
| Pos. | Jugador                 | Equipo           | Goles |
| ---- | ----------------------- | ---------------- | ----- |
| 1    | Marcus Berg             | Panathinaikos    | 22    |
| 2    | Hamza Younés            | Skoda Xanthi     | 19    |
| 3    | Brown Ideye             | Olympiacos       | 13    |
| 3    | Pedro Conde             | PAS Giannina     | 13    |
| 5    | Giorgos Giakoumakis     | Platanias        | 11    |
| 6    | Michalis Manias         | Asteras Tripolis | 10    |
| 7    | Thomas Nazlidis         | Larisa           | 9     |
| 7    | El Fardou Ben Nabouhane | Panionios        | 9     |
| 7    | Tomáš Pekhart           | AEK Atenas       | 9     |
| 10   | Georgios Manousos       | Platanias        | 8     |